# 無神論論争

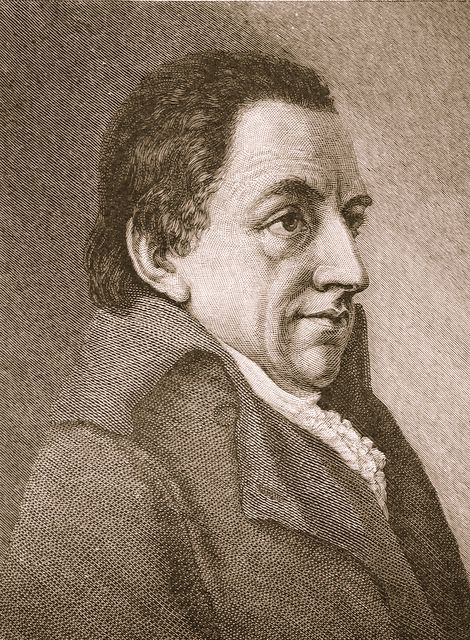
ヨハン・ゴットリープ・フィヒテ

無神論論争（むしんろんろんそう、独: Atheismusstreit）とは、 1799年におきたドイツ観念論の哲学者フィヒテのイェナ追放をめぐる一連の騒動のことをいう。当時、無神論者として追放された場合、それは学者としての命を絶たれることに等しいものであり、ましてや当時のドイツ精神文化の中心地イェナから追放されるとなると、ドイツはおろか近隣諸国にでも居場所を失ってもおかしくないほどの非常事態であった。

## 経緯
処女作『あらゆる啓示批判の試み』がカントに認められて、イェナ大学教授として迎えられたフィヒテは、大学において知識学、道徳論などの講義を行い、評判を呼びまたたく間に著名な哲学者となった。それまでの貧困との闘いとの生活ともうってかわって、暮らしも豊かなものになっていった。一方フィヒテ自身は、『フランス革命論』などを執筆し、急進的な民主主義者として(当時は現在から見れば保守的な考えが支配的だった)周りから注意の目でもって見られていた。また決闘の禁止、暴力的な学生団体の解散などの教育活動は一部の学生から反発を買うものであった。これから察してもわかるようにフィヒテ自身、頑固な性格の持ち主であった。この性格が、反発者を必要以上に増やし、後に「無神論者」と攻撃される火種を作ったともいえる。
そのようなイェナでの生活が数年続き、1798年の暮れにフィヒテが主宰する『哲学雑誌』に同僚フリードリッヒ・カール・フォルベルクがカント哲学を発展させて『宗教概念の発展』という論文を掲載することになった。しかし、内容がカント哲学の理解とは異なるため、フィヒテもこれを補完するという意味合いも込めて『神の世界統治に対する我々の信仰根拠について』という論文を同時掲載することとなった。内容は、フィヒテによると神とは道徳的世界秩序であり、信仰とは道徳的世界秩序に対する信仰にほかならない。また、この道徳的世界秩序抜きになにかしらの実体としての神を考えることはできないし、矛盾であるとしたのである。この実体としての神を認めないという点が無神論であるという指摘をした、匿名で書かれたパンフレット(意見書)が論文が世間に公開される前に出回り、担当当局がこれに反応した。(少なくともフィヒテは神は存在しないといったことは述べていない)
当局(ドレスデン宗教局)は、ただちに調査をし、ザクセン選帝侯も該当雑誌の没収を命じ、問題が表面化した。フィヒテはこれに対し「公衆への訴え」という反論書もかいた。当時は政治家でもあったゲーテも政府の公正さと冷静さの欠く対応を批判し、シラーやヴィーラントなどもフィヒテを擁護した。
その後のフィヒテの答弁の中で、自分の論文は終始一貫して非の打ち所がなく、スピノザ主義で、自分よりもずっと無神論的な学者(ヘルダーのこと)がいるのに、なぜ自分だけが責められるのかという不満をさらけだす。
さらに、友人の学者フォイクトにうちあけた私信でフィヒテ自身はもしこのような不満が公然と通るのであれば、大学教授の辞職でもって抗議する。この抗議に賛同してくれている同僚も多いので、彼らとともにあらたな研究所を作るだろうとする旨を打ち明けた。このフィヒテの自信満々とも言える私信は、あっという間に広まり、選帝侯から処分しなければ、イェナ大学の入学を禁止にするという脅しもあって、とうとう大学当局も、フィヒテの解雇を決定した。
この決定の通告に対しても、学問の自由と自分の信念を貫き通したかったフィヒテは決して猛然と反論せず、学生たちの嘆願署名も、もはや焼け石に水であった。このような一貫した姿勢に人々は心証を悪くし、かつては行動をともにしてくれる約束をしてくれた同僚も離れてしまい、フィヒテの味方をしてくれるものはもはやおらず、フィヒテはイェナを去る以外道は残されていなかった。1799年の4月のことであった。

## フィヒテ追放後のイェナ
フィヒテがいなくなったイェナ大学は、1800年に教授資格を得たフリードリヒ・シュレーゲルとわずか23歳の若さで教授になったシェリングが哲学教壇の場に立っていた。共に先験哲学（超越論哲学）と題した講義をしたが、しかしシュレーゲルはわずか6週間で講義をやめ、ベルリンへ文学活動の場を求めて去っていた。一方、1801年には、ヘーゲルがイェナ大学へ招かれ、フィヒテがいなくなったイェナにおいてシェリングと共に哲学を担当していった。シェリングはその後もしばらく講義を続けたが、カロリーネとの結婚に踏み切り、1803年にイエナを去る。同年にヴュルツブルク大学が創設されると、ニートハンマーなどのイエナの著名な学者たちがそちらへ移っていった。ヘーゲルは一人哲学の講義を続けていたが、1806年のナポレオンの侵攻でイエナの街が戦火で廃れ、イェナ大学も一時閉鎖された。(精神現象学が完成したのは、この頃である。)混乱を避けるため、ヘーゲルはイェナを去った。このようにして、イェナにおけるドイツ観念論の世界は終わりを告げたのである。

## イェナ追放後のフィヒテと無神論論争がもたらしたもの

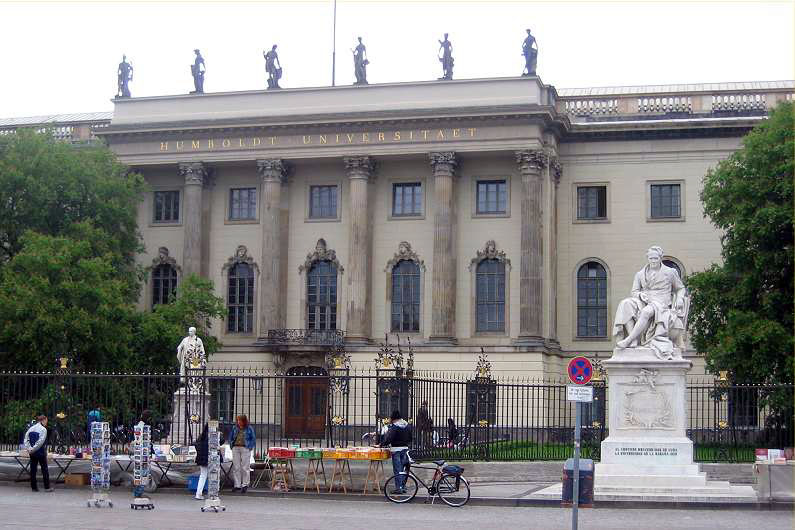
ベルリン大学(現在はフンボルト大学)

イエナを追放されたフィヒテにも救いの手を差し伸べるものもいた。当時の哲学者ヤコービは信仰を重んずる哲学の立場から、フィヒテの論文に必ずしも賛同はせず、むしろやや非難する立場にたっていたが、(本人もどちらにすべきか困惑していた)一定の理解は示していた。イエナ追放前後から、前述の学生団体解散などで身体的にも危険さらされていたフィヒテに居住地を提供したりと、かねてからフィヒテと親交があった。ヤコービはザクセン侯国の範囲外であるミュンヘンなどへの招致を提案してきた。また、ベルリン在住のシュレーゲル兄弟からはベルリンへの移住を提案してきた。結局は、シュレーゲルの好意を受け入れて、ベルリンへと居住の地を求めていったが、当初は無神論論争の影響で、プロイセン侯国の領土内である当地でも、危険人物であると思われていた。そこでフィヒテもこの論争の影響の大きさを痛感したと言われる。しかし、こうした嫌疑も晴れて、ベルリンにおいて安住の地を手に入れることができた。1800年4月のことであった。無神論論争への反省から書かれた『人間の使命』はこの頃の著作である。また、これを境に自我の根底に絶対者を置き、自我は絶対者の像として理解されるいわゆる「後期知識学」へとフィヒテの哲学が変貌していくのである。(詳細は、知識学の項を参照)数年後、フィヒテはこの地に新設されたベルリン大学教授に就任。初代学長となる。